# سيلفيا موديغ
آنا سيلفيا موديغ (بالفنلندية: Anna Silvia Modig) (من مواليد 8 يوليو 1976)  هي سياسية فنلندية وصحفية سابقة ومقدمة برامج سابقة في الإذاعة والتلفزيون. كانت نائبة في البرلمان الفنلندي في الفترة بين عامي 2011 و 2019، كنائبة عن تحالف اليسار الفنلندي، وانتُخبت كنائبة في البرلمان الأوروبي في عام 2019. موديغ أيضًا عضوة في مجلس مدينة هلسنكي.

## السيرة
تنتمي موديغ إلى الأقلية الناطقة بالسويدية في فنلندا. نشأت في الضواحي الشرقية لهلسنكي. بدأت موديغ حياتها المهنية في التلفزيون في سن 18 عامًا في قسم الأطفال والشباب في قناة أوليسراديو. أحدث برنامج تلفزيوني لها كان البرنامج الحواري بوبكولت على قناة «أوليسراديو تيما» (بالفنلندية: Yle Teema).
تم انتخاب موديغ في مجلس مدينة هلسنكي بأغلبية 895 صوتًا في الانتخابات البلدية لعام 2008 كمرشحة مستقلة في قائمة تحالف اليسار. تم انتخاب موديغ للبرلمان الفنلندي في الانتخابات البرلمانية الفنلندية 2011، وأعيد انتخابها في الانتخابات البرلمانية الفنلندية 2015. لم تنجح في أن يتم انتخابها مرة أخرى في البرلمان الفنلندي في الانتخابات البرلمانية الفنلندية 2019، لكنها انتخبت كنائبة في البرلمان الأوروبي في انتخابات البرلمان الأوروبي 2019 بـ 51,608 صوتًا على مستوى البلاد كنائبة وحيدة عن تحالف اليسار.

## الحياة الخاصة
موديغ مثلية الجنس علنا ونباتية. كانت موديغ في شراكة مسجلة مع الفنانة والكاتبة الفنلندية راكيل لييكي لكن الشراكة انتهت وانفصلتا في أكتوبر 2011.  في يونيو 2019، تزوجت من شريكتها ميري فالكاما التي تعمل مديرة الاتصالات وأمينة تحالف اليسار في منطقة هلسنكي.

## روابط خارجية
- سيلفيا موديغ على موقع IMDb (الإنجليزية)